# كلية طب الأسنان (جامعة حلب)
كلية طب الأسنان في جامعة حلب (بالإنجليزية: Faculty of Dentistry, University of Aleppo) هي كلية طب الأسنان المرتبطة بجامعة حلب تقوم على نشر المعرفة في مجال طب الأسنان، والأبحاث العلمية المتعلقة به.

## أقسام الكلية
يوجد بالكلية عدة أقسام هي:
- قسم طب الفم
- قسم طب أسنان الأطفال
- قسم النسج حول السنية
- قسم النسج والتشريح المرضي
- قسم تعويضات الأسنان الثابتة
- قسم تقويم الأسنان والفكين
- قسم تعويضات الأسنان المتحركة
- قسم جراحة الفم والفكين
- قسم العلوم الأساسية
- قسم مداواة الأسنان[1]

## الدراسات العليا
أُنشئَت شعبة الدراسات العليا بالكلية في عام 2000، وهي تُقدم دبلوم التأهيل والتخصص في طب الأسنان. كما افتتحت مرحلة الدكتوراه في الكلية في العام الدراسي 2014/2015 لقسمي التعويضات المتحركة والتعويضات الثابتة.